# Crawford Palmer
Crawford Henry Palmer (Ithaca, Nova York, 14 de setembre de 1970) és un exjugador de bàsquet professional de nacionalitat nord-americana i passaport francès. És el germà del també jugador de bàsquet Walter Palmer. Amb 2,04 metres d'altura ocupava la posició de pivot.

## Carrera esportiva
Va jugar a finals de la dècada dels 80 a l'equip de la Duke University, a la NCAA, i al Dartmouth College fins al 1993. La seva primera experiència professional va ser aquell mateix any a la lliga francesa, fitxant pel Basket Fos-sur-Mer, on hi va jugar tres temporades. Després va jugar una altra al Bourg-en-Bresse i dues més a l'ASVEL Villeurbanne. La temporada 1999-00 va fitxar pel Joventut de Badalona. Després de dues temporades va jugar un any a Càceres abans de tornar a França per jugar amb l'Strasbourg IG. Allà hi va jugar fins al 2006, quan es va retirar amb 36 anys, havent guanyat la lliga un any abans.
Va arribar a ser internacional absolut amb la Selecció de França amb la qual va guanyar la medalla de plata als Jocs Olímpics de Sydney de l'any 2000.